# Mathieu Peisson
Mathieu Peisson (Sète, 1982. szeptember 29. –) francia válogatott vízilabdázó, a Montpellier Water-Polo játékosa.

## Nemzetközi eredményei
- Mediterrán játékok 6. hely (Almería, 2005)
- Mediterrán játékok 5. hely (Mersin, 2013)
- Európa-bajnoki 10. helyezett (Budapest, 2014)
- Olimpiai 11. hely (Rio de Janeiro, 2016)